# テンソヴリンズ
テンソヴリンズ (Ten Sovereigns) はアイルランドの競走馬である。主な勝ち鞍は2018年のミドルパークステークス(GI)、2019年のジュライカップ(GI)。

## 戦績
2016年3月28日、アイルランドにてノーネイネヴァーの初年度産駒として誕生。翌2017年10月のタタソールズ1歳馬セールに上場され、馬主エージェントのチャールズ・ゴードン=ワトソンによって20万ギニーで落札された。
2018年7月にドナカ・オブライエンを背にデビューし、初戦を7馬身差で圧勝する。連闘で挑んだ2戦目のラウンドタワーステークスも3馬身3/4差で完勝。3戦目にて初のG1出走となるミドルパークステークスはライアン・ムーアが米国で騎乗するため、引き続きドナカ・オブライエンが手綱を取り、追いすがる2着ジャッシュ(Jash)を半馬身退けて無傷の3連勝でのG1制覇を果たした。
2019年は直接英2000ギニーに出走。初のマイル戦、休み明けながら1番人気に支持されたが、伸びを欠いて僚馬マグナグレシアの5着に敗れた。この敗戦を受けてスプリント路線に転戦し、コモンウェルスカップに出走したが、稍重の緩い馬場に加え、前走までマイル戦仕様の調整が続いていた影響でスプリントの速い流れに戸惑い、アドヴァータイズの4着に敗れた。
コモンウェルスカップでの敗戦を受けて、陣営は徹底したスプリント仕様の調教を施し、ジュライカップ前の最終追い切りでは4ハロン連続で11秒を切る猛時計を計測した。レース当日はアドヴァータイズに1番人気の座を譲ったが、前走の雪辱を果たす形で優勝し、G1・2勝目を挙げた。勝ち時計1分9秒31はレース史上第2位の好タイムだった。続くナンソープステークスでも1番人気に推されたが、6着に敗退した。その後はスプリントカップへの出走を予定していたが、馬場が緩くスピードが活かせないとの判断から出走を取り消した。
秋シーズンはオーストラリアに遠征し、ジ・エベレストとVRCクラシックへの出走を予定していたが、ジ・エベレストで12着に敗れると予定を切り上げて帰国し、現役引退と種牡馬入りが発表された。

### 競走成績
以下の内容は、Racing Postの情報に基づく。
| 出走日     | 競馬場                 | 競走名                   | 格 | 距離 | 着順 | 騎手           | 着差     | 1着（2着）馬    |
| ---------- | ---------------------- | ------------------------ | -- | ---- | ---- | -------------- | -------- | --------------- |
| 2018.08.25 | カラ                   | 未勝利                   |    | 芝6f | 1着  | D.オブライエン | 7馬身    | （Responder）   |
| 0000.09.01 | カラ                   | ラウンドタワーステークス | G3 | 芝6f | 1着  | D.オブライエン | 3馬身3/4 | （Dan Control） |
| 0000.09.29 | ニューマーケット       | ミドルパークステークス   | G1 | 芝6f | 1着  | D.オブライエン | 1/2馬身  | （Jash）        |
| 2019.05.04 | ニューマーケット       | 英2000ギニー             | G1 | 芝8f | 5着  | R.ムーア       | 4馬身3/4 | Magna Grecia    |
| 0000.06.21 | アスコット             | コモンウェルスカップ     | G1 | 芝6f | 4着  | R.ムーア       | 2馬身1/2 | Advertise       |
| 0000.07.13 | ニューマーケット       | ジュライカップ           | G1 | 芝6f | 1着  | R.ムーア       | 2馬身3/4 | （Advertise）   |
| 0000.08.23 | ヨーク                 | ナンソープステークス     | G1 | 芝5f | 6着  | R.ムーア       | 7馬身1/2 | Battaash        |
| 0000.10.19 | ロイヤルランドウィック | ジ・エベレスト           | G1 | 芝6f | 12着 | R.ムーア       | 5馬身1/2 | Yes Yes Yes     |

## 種牡馬時代
2020年からアイルランドのクールモアスタッドで種牡馬入りする。

### 主な産駒
- 2022年産
  - ズールーキングダム（Zulu Kingdom）- 2025年アメリカンターフステークス

## 血統表
| テンソヴリンズの血統        | テンソヴリンズの血統                                                        | テンソヴリンズの血統                                                        | （血統表の出典）                                                            | （血統表の出典） |
| 父系                        | ストームキャット系                                                          | ストームキャット系                                                          | ストームキャット系                                                          | [ § 2 ]          |
| 父 No Nay Never 2011 鹿毛   | 父の父Scat Daddy 2004 鹿毛                                                  | *ヨハネスブルグ                                                             | *ヘネシー                                                                   | *ヘネシー        |
| 父 No Nay Never 2011 鹿毛   | 父の父Scat Daddy 2004 鹿毛                                                  | *ヨハネスブルグ                                                             | Myth                                                                        |                  |
| 父 No Nay Never 2011 鹿毛   | 父の父Scat Daddy 2004 鹿毛                                                  | Love Style                                                                  | Mr. Prospector                                                              | Mr. Prospector   |
| 父 No Nay Never 2011 鹿毛   | 父の父Scat Daddy 2004 鹿毛                                                  | Love Style                                                                  | Likeable Style                                                              |                  |
| 父 No Nay Never 2011 鹿毛   | 父の母Cat's Eye Witness 2003 鹿毛                                           | Elusive Quality                                                             | Gone West                                                                   | Gone West        |
| 父 No Nay Never 2011 鹿毛   | 父の母Cat's Eye Witness 2003 鹿毛                                           | Elusive Quality                                                             | Touch of Greatness                                                          |                  |
| 父 No Nay Never 2011 鹿毛   | 父の母Cat's Eye Witness 2003 鹿毛                                           | Comical Cat                                                                 | Exceller                                                                    | Exceller         |
| 父 No Nay Never 2011 鹿毛   | 父の母Cat's Eye Witness 2003 鹿毛                                           | Comical Cat                                                                 | Six Months Long                                                             |                  |
| 母 Seeking Solace 2007 鹿毛 | 母の父Exceed And Excel 2000 鹿毛                                            | *デインヒル                                                                 | Danzig                                                                      | Danzig           |
| 母 Seeking Solace 2007 鹿毛 | 母の父Exceed And Excel 2000 鹿毛                                            | *デインヒル                                                                 | Razyana                                                                     |                  |
| 母 Seeking Solace 2007 鹿毛 | 母の父Exceed And Excel 2000 鹿毛                                            | Patrona                                                                     | Lomond                                                                      | Lomond           |
| 母 Seeking Solace 2007 鹿毛 | 母の父Exceed And Excel 2000 鹿毛                                            | Patrona                                                                     | Gladiolus                                                                   |                  |
| 母 Seeking Solace 2007 鹿毛 | 母の母Flamelet 2000 鹿毛                                                    | Theatrical                                                                  | Nureyev                                                                     | Nureyev          |
| 母 Seeking Solace 2007 鹿毛 | 母の母Flamelet 2000 鹿毛                                                    | Theatrical                                                                  | Tree of Knowledge                                                           |                  |
| 母 Seeking Solace 2007 鹿毛 | 母の母Flamelet 2000 鹿毛                                                    | Darling Flame                                                               | Capote                                                                      | Capote           |
| 母 Seeking Solace 2007 鹿毛 | 母の母Flamelet 2000 鹿毛                                                    | Darling Flame                                                               | My Darling One                                                              |                  |
| 母系(F-No.)                 | 16号族(FN:16)                                                               | 16号族(FN:16)                                                               | 16号族(FN:16)                                                               | [ § 3 ]          |
| 5代内の近親交配             | Northern Dancer5×5×5×5＝12.50%、Mr.Prospector4×5＝9.38%、Too Bald5×5＝6.25% | Northern Dancer5×5×5×5＝12.50%、Mr.Prospector4×5＝9.38%、Too Bald5×5＝6.25% | Northern Dancer5×5×5×5＝12.50%、Mr.Prospector4×5＝9.38%、Too Bald5×5＝6.25% | [ § 4 ]          |
| 出典                        | 1. 2. 3. 4.                                                                 | 1. 2. 3. 4.                                                                 | 1. 2. 3. 4.                                                                 | 1. 2. 3. 4.      |

- 6代母Marshuaは1965年CCAオークス勝ち馬。
- 主な近親にペプチドナイル（フェブラリーステークス）、ハートレイク（安田記念ほか）、ベルラップ（京都2歳ステークス）